# 核作用素
数学の分野における核作用素（かくさようそ、英: Nuclear operator）とは、基底の選び方に依らない有限のトレースを定義出来るような、あるコンパクト作用素のことを言う（ただし、この定義は少なくとも well-behaved な空間におけるものであって、いくつかの空間においては核作用素にトレースが存在しないこともある）。核作用素は、本質的にはトレースクラス作用素と同じものであるが、多くの研究者は「トレースクラス作用素」という呼び名を、特別な場合としてのヒルベルト空間上の核作用素に対して用いている。核作用素の、一般的なバナッハ空間における定義はアレクサンドル・グロタンディークによって与えられた。この記事では、一般的なバナッハ空間上の核作用素について扱う。より重要な、ヒルベルト空間上の核作用素（すなわち、トレースクラス作用素）については、トレースクラス作用素の記事を参照されたい。

## コンパクト作用素
ヒルベルト空間 {\displaystyle {\mathcal {H}}} 上の作用素
{\displaystyle {\mathcal {L}}:{\mathcal {H}}\to {\mathcal {H}}}
は、次のような形式で記述できるとき、コンパクト作用素であると言われる：
{\displaystyle {\mathcal {L}}=\sum _{n=1}^{N}\rho _{n}\langle f_{n},\cdot \rangle g_{n}}
ここで {\displaystyle 1\leq N\leq \infty } であり、{\displaystyle f_{1},\ldots ,f_{N}} と {\displaystyle g_{1},\ldots ,g_{N}} は（必ずしも完備ではない）正規直交集合を表す。{\displaystyle \rho _{1},\ldots ,\rho _{N}} は実数の集合で、それらは {\displaystyle N=\infty } に対して {\displaystyle \rho _{n}\to 0} となるような、作用素の特異値である。ブラケット {\displaystyle \langle \cdot ,\cdot \rangle } は、ヒルベルト空間上のスカラー積を表す。右辺の和は、ノルムについて収束するものとする。

## 核作用素
上で定義されたようなコンパクト作用素は
{\displaystyle \sum _{n=1}^{\infty }\rho _{n}<\infty }
が成立するとき、核（nuclear）あるいはトレースクラス（trace-class）であると言われる。

## 性質
ヒルベルト空間上の核作用素には、そのトレースが有限で、基底の選び方に依存しない、という重要な性質がある。ヒルベルト空間において、与えられた任意の正規直交基底 {\displaystyle \{\psi _{n}\}} に対して、そのトレースを次のように定義することが出来る：
{\displaystyle {\mbox{Tr}}{\mathcal {L}}=\sum _{n}\langle \psi _{n},{\mathcal {L}}\psi _{n}\rangle .}
これはなぜかと言うと、右辺の和は絶対収束し、また基底に依存していないからである。また、このトレースは、{\displaystyle {\mathcal {L}}} の（重複も含めた）固有値すべての和と等しい。

## バナッハ空間上での性質
より主要な内容については、フレドホルム核を参照。
トレースクラス作用素の定義は、1955年、アレクサンドル・グロタンディークによって一般的なバナッハ空間へと拡張された。
A と B をバナッハ空間とする。A' を、A の双対、すなわち、通常のノルムを備える A 上のすべての連続あるいは（同値であるが）有界作用素の集合とする。このとき、作用素
{\displaystyle {\mathcal {L}}:A\to B}
は、{\displaystyle \Vert g_{n}\Vert \leq 1} を満たすベクトルの列 {\displaystyle \{g_{n}\}\in B} と、{\displaystyle \Vert f_{n}^{*}\Vert \leq 1} を満たす汎函数の列 {\displaystyle \{f_{n}^{*}\}\in A'} および
{\displaystyle \inf \left\{p\geq 1:\sum _{n}|\rho _{n}|^{p}<\infty \right\}=q}
を満たす複素数の列 {\displaystyle \{\rho _{n}\}} が存在して、
{\displaystyle {\mathcal {L}}=\sum _{n}\rho _{n}f_{n}^{*}(\cdot )g_{n}}
のように書き表すことが出来るとき、次数 q の核と呼ばれる。ここで、上式の和は作用素ノルムについて収束するものとする。
発展例として、A = B であるとき、そのような核作用素に対してトレースを定義できることもある。
次数 1 の核であるような作用素は、核作用素と呼ばれる。それらは、級数 ∑ρn が絶対収束するようなものである。次数 2 の核であるような作用素は、ヒルベルト＝シュミット作用素と呼ばれる。
より一般的に、局所凸位相ベクトル空間 A からバナッハ空間 B への作用素は、0 のある固定された近傍上ですべての fn* が 1 によって上から評価され、また 0 のある固定された近傍上ですべての gn が 1 によって上から評価されるという条件を、上述の条件に付帯する形で満たすとき、核と呼ばれる。